# André Siegfried

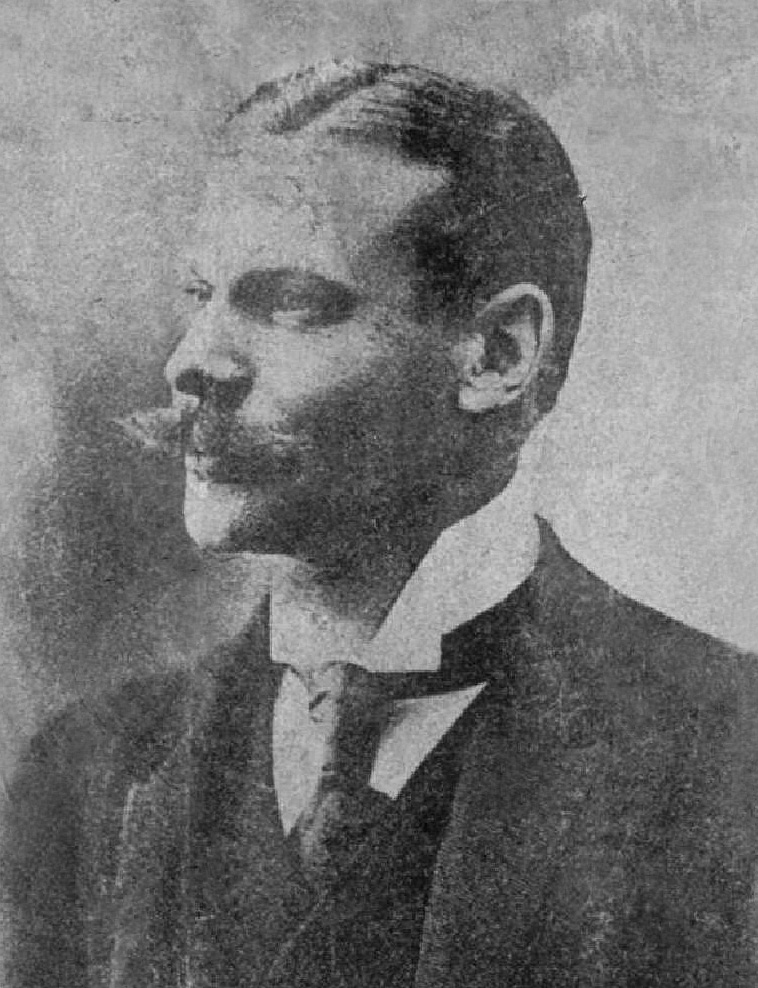
Siegfried in 1910

André Siegfried (Le Havre, 21 april 1875 - Parijs, 28 maart 1959) was een Frans historicus, socioloog en geograaf, lid van de Académie française.

## Levensloop
André Siegfried was afkomstig uit een protestantse familie. Hij was een zoon van Julie en Jules Siegfried, die burgemeester van Le Havre, volksvertegenwoordiger en minister van Handel was. Hij had de ambitie om zijn vader in de politiek te volgen, maar het lukte hem niet. Als kandidaat voor de wetgevende verkiezingen in 1902, 1903, 1906 en 1910 werd hij telkens verslagen en gaf het toen op.
Bij zijn eerste kandidatuur in 1902 nam hij het op tegen Bonni de Castellane en werd verslagen. Hij tekende verzet aan tegen de uitslag, de verkiezing werd vernietigd, maar bij de herverkiezing in 1903 werd Siegfried opnieuw verslagen.
In 1906 stelde hij zich in Le Havre kandidaat tegen de uittredende volksvertegenwoordiger Louis Brindeau, die hem beslissend versloeg.
In 1909 was hij kandidaat voor de algemene raad van het vierde kanton in Le Havre, maar ook hiervoor werd hij verslagen. In 1910 was hij opnieuw kandidaat voor de wetgevende verkiezingen maar werd weer door Louis Brindeau verslagen.
Hij werd in 1911 docent aan de École libre des sciences politiques en in 1913 publiceerde hij zijn Tableau politique de la France de l’Ouest sous la Troisième République, een basiswerk over de kiesverrichtingen. 

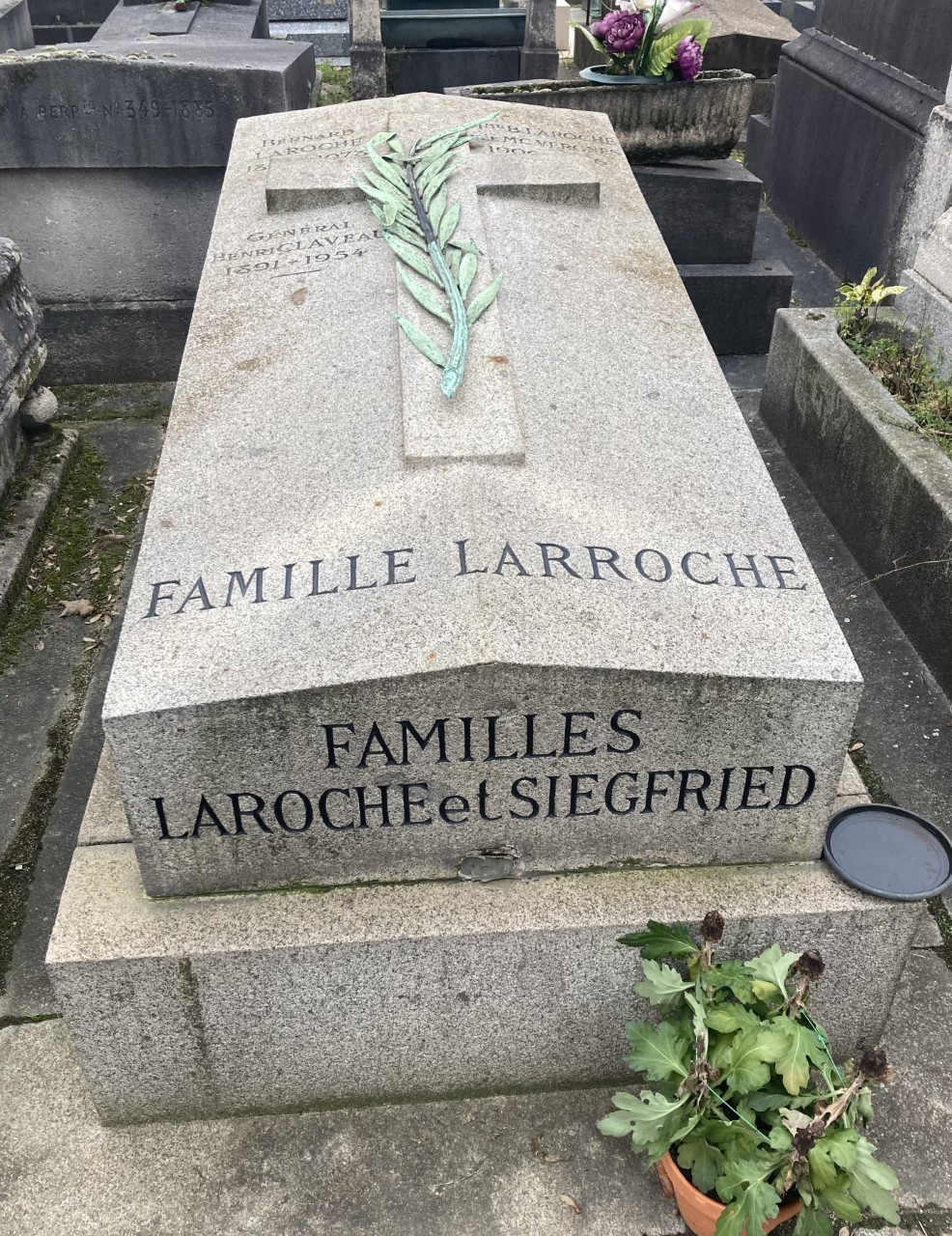
Graf

Tijdens de Eerste Wereldoorlog was hij vertaler in het Canadese leger.
In 1932 werd hij lid van de Académie des sciences morales et politiques. In 1933 werd hij hoogleraar economische en politieke geografie aan het Collège de France. 
Vanaf 1932 publiceerde hij regelmatig in Le Figaro en dit tot aan zijn dood.
Op 12 oktober 1944 werd hij verkozen tot lid van de Académie française, samen met Louis de Broglie en Louis Pasteur Vallery-Radot. Het ging om de eerste verkiezingen na de oorlog voor de Académie, waar ondertussen twaalf leden overleden waren en verschillende andere wegens collaboratie niet meer mochten zetelen.
In 1945 werd hij de eerste voorzitter van de Fondation nationale des sciences politiques. In 1954 stichtte hij het Institut des sciences et techniques humaines, een instelling die voorbereidt op het intreden in de grandes écoles.
Hij was getrouwd met Paule Laroche, die in 1964 overleed.

## Eerbetoon
- Siegfried ontving in 1936 een eredoctoraat van de Universiteit Utrecht.
- Een lyceum in Haguenau en een college in Saint-Romain-de-Colbosc dragen zijn naam.

## Publicaties
- Enquête politique, économique & sociale sur la Nouvelle-Zélande, Parijs, Bureaux de la Revue politique et parlementaire, 1900.
- Edward Gibbon Wakefield et sa doctrine de la colonisation systématique, Parijs, Armand Colin, 1904.
- La Démocratie en Nouvelle-Zélande, Parijs, A. Colin, 1904.
- Le Canada, les deux races. Problèmes politiques contemporains, Parijs, A. Colin, 1906.
- Les Questions actuelles de politique étrangère dans l’Amérique du Nord, Parijs, F. Alcan, 1911.
- Tableau politique de la France de l’Ouest sous la Troisième République, Parijs, A. Colin, 1913 ; réimp. Genève/Paris/Gex, Slatkine Reprints, 1980; heruitgave: Parijs, Impr. nationale éditions, 1995; reimp, Bruxelles, Éditions de l'Université de Bruxelles, 2010.
- Impressions de voyage en Amérique : 1914, Le Havre, Randolet, 1915.
- Deux Mois en Amérique du Nord à la veille de la guerre (juin-juillet 1914), Parijs, A. Colin, 1916.
- L’Angleterre d’aujourd’hui : son évolution économique et politique, Parijs, Grès, 1924.
- L’Angleterre moderne. Le problème social, l’expérience travailliste, met André Philip, Parijs, Ed. G. Crès et Cie, 1925.
- Les États-Unis d’aujourd’hui, Parijs, Librairie Armand Colin, 1927.
- Tableau des partis en France, Parijs, B. Grasset 1930.
- La Crise britannique au Vingtième, Parijs, A. Colin, 1931.
- Les Principaux Courants de la pensée religieuse en France : conférence prononcée à l’Hôtel Majestic, à Buenos-Aires le 17 septembre 1931, Éd. Buénos-Ayres : Comité Pro-Église Évangélique de Langue Française, 1931
- En Amérique du Sud : Articles parus dans le Petit Havre de juillet à décembre 1931, Le Havre, Le Petit Havre, 1932.
- Le Rôle moral et social d’Israël dans les démocraties contemporaines, Parijs, Cahiers d’études juives, 1932.
- L’Occident et la direction spirituelle du monde. (Allocution prononcée le vendredi 18 novembre 1932), Neuilly, La Cause, 1932
- Amérique latine, Parijs, A. Colin, 1934.
- L’Économie dirigée, met Chassain de Marcilly, Parijs, F. Alcan, 1934.
- La Crise de l’Europe, Parijs, Calmann-Lévy, 1935
- États-Unis, Canada, Mexique: lettres de voyage écrites au Petit Havre, Le Havre, 1936.
- Le Canada, puissance internationale, Parijs, A. Colin, 1937.
- L’Amérique ibérique, met Jacques de Lauwe, Parijs, Gallimard, 1937.
- Qu’est-ce que l’Amérique ?, Parijs, Flammarion, 1938.
- Suez, Panama et les routes maritimes mondiales, Parijs, A. Colin, 1940.
- Vue générale de la Méditerranée, Parijs, Gallimard, 1943.
- La Mer et l’empire. Série de vingt-deux conférences faites à l’Institut maritime et colonial, Parijs, J. Renard 1944.
- L’Artisanat rural, ses problèmes actuels, met Lucien Gelly, Parijs, Institut d’études corporatives et sociales, 1944
- La Civilisation occidentale, Oxford, Clarendon Press, 1945.
- France, Angleterre, États-Unis, Canada, Parijs, Emile-Paul, 1946.
- Quelques Maximes, Parijs, J. Haumont, 1946.
- Vers un Ordre économique et social, Eugène Mathon 1860-1935 : sa vie, ses idées, ses œuvres, met Henry-Louis Dubly, Parijs, 1946.
- Mes Souvenirs de la Troisième république. Mon père et son temps, Jules Siegfried, 1836-1922, Parijs, Presses universitaires de France, 1946.
- Discours de réception à l’Académie française, Parijs, A. Fayard, 1947.
- Les États-Unis et la civilisation américaine, Parijs, Centre de documentation universitaire, 1947.
- L’Année politique, 1946 : revue chronologiques des principaux faits politiques économiques et sociaux de la France du premier janvier 1946 au premier janvier 1947, Parijs, Éditions du Grand Siècle, 1947.
- Le Développement économique de l’Amérique latine, Parijs, SPID, 1947.
- Progrès technique et progrès moral, Neuchâtel, Éd. Nicolas Berdiaeff, La  Baconnière, 1948
- Afrique du Sud, notes de voyage, Parijs, A. Colin, 1949.
- Géographie électorale de l’Ardèche sous la Troisième République, Parijs, Colin, 1949.
- Les Problèmes ethniques de l’Afrique du Sud : conférence faite à la tribune de l’Université Coloniale de Belgique à Anvers le 21 février 1949, Antwerpen, Association des Anciens Étudiants de l’Université Coloniale de Belgique, 1949.
- Cotonniers aux Indes, Parijs, 1950.
- Nous sommes restés des Hommes, met Sidney Stewart, Québec, Le Club des livres à succès, 1950, 1961.
- Pourquoi la Mission ?, Parijs,  Éd. Marc André Boegner, Société des Missions Évangéliques, 1950.
- Savoir parler en public, Parijs, Michel 1950.
- L’Âme des peuples, Parijs, Hachette, 1950.
- Albert Schweitzer études et témoignages, Éd. Robert Amadou, Brussel, Éditions de la Main jetée, 1951.
- Voyage aux Indes, Parijs, Colin, 1951.
- L’Esprit de l’histoire d’Angleterre, avec A. L. Rowse, Parijs, R. Julliard 1951
- Les Forces religieuses et la vie politique. Le catholicisme et le protestantisme, met André Latreille, Parijs, A. Colin, 1951
- Géographie humoristique de Paris, Parijs, La Passerelle, 1951.
- Géographie poétique des cinq continents, Parijs, La Passerelle, 1952.
- Le Centenaire des services des Messageries Maritimes, (1851-1951), Éd. Jérôme et Jean Tharaud, Parijs, Ettighoffer et Raynaud, 1952.
- La Technique et la culture dans une civilisation moderne, Parijs, F.N. Syndicats d’ingénieurs et des cadres supérieurs, 1953.
- L’Alsace. Photographies originales, met Michel Nicolas, Parijs, del Duca, 1953.
- Le Grand changement de l’Amérique (1900-1950), met Frederick Lewis Allen en Roger Blondel, Parijs, Amiot-Dumont, 1953.
- Géographie économique. Cours de l'Université de Paris, Institut d’études politiques, année 1953-1954, Parijs, Centre de documentation universitaire, 1954.
- Tableau des États-Unis, Parijs, A. Colin, 1954.
- Aspects de la société française, Parijs, Pichon, 1954.
- Le vingtième siècle, âge de vitesse, Rome, Centro per lo sviluppo dei trasporti aerei, 1954.
- Aspects du vingtième siècle, Parijs, Hachette, 1955.
- Cinq propos sur la langue française, met Mario Roques, Parijs, Fondation Singer-Polignac, 1955.
- La Fontaine, Machiavel français, Parijs, Ventadour, 1955.
- De la Troisième à la Quatrième République, Parijs, B. Grasset, 1956.
- Histoire politique de la Troisième République. Tome premier, L’avant guerre (1906-1914), avec Georges Bonnefous, Parijs, Presses universitaires de France, 1956, 1994.
- Normandie, met Noël Le Boyer, Parijs, Hachette, 1957.
- Vocation de Pont-à-Mousson, Nancy, 1957.
- Les États-Unis tels que je les ai vus il y a cinquante ans et cette année, Conférence prononcée à l’Assemblée générale du G.I.R.E.P. le 25 avril 1956, Parijs, 1957
- La Zone sterling, met Jean de Sailly (Jean Desailly?), Parijs, A. Colin, 1957.
- Mes Souvenirs d’enfance, Bourges, Tardy, 1957.
- Le Capital américain et la conscience du roi. Le Néo-capitalisme aux États-Unis, met A. A. Berle en Hélène Flamant, Parijs, A. Colin, 1957.
- De la Quatrième à la Cinquième République au jour le jour, Parijs, B. Grasset, 1958.
- Les Voies d’Israël. Essai d’interprétation de la religion juive, Parijs, Hachette, 1958
- La Dignité humaine, met Russel W. Davenport, Parijs, Nouvelles éditions latines, 1958.
- Fourrure et pelletiers à travers les âges, Parijs, Éd. du Tigre, 1960.
- Impressions du Brésil. Articles parus dans le Petit Havre du 5 au 19 septembre 1937, Le Havre, Impr. du journal le Petit Havre, 1937.
- Itinéraires de contagions. Épidémies et idéologies, Parijs, Armand Colin, 1960.
- Les Grandes Œuvres politiques de Machiavel à nos jours, avec Jean-Jacques Chevallier, Parijs, A. Colin, 1960.
- Mon Village sous la Quatrième République, Éd. Henri Baudet, Corrie Siohan-Psichari, Groningen, 1965.
- La Langue française et les conditions de la vie moderne, met Josef Felixberger, München, Hueber 1968.
- La Suisse, démocratie-témoin, avec Pierre Béguin, Neuchâtel, La Baconnière, 1969
- Quelques Règles à observer dans le travail, 1900-1977.